# Eriospermum pubescens
Eriospermum pubescens là một loài thực vật có hoa trong họ Măng tây. Loài này được Jacq. mô tả khoa học đầu tiên năm 1798.